# 匍茎通泉草
匍莖通泉草（学名：Mazus miquelii）是玄參科通泉草屬植物，和近親佛氏通泉草(Mazus faurei Bonati)有些小差異，常致混淆。

## 形态
多年生草本植物；具有匍匐莖，會往四周伸出。葉倒卵形或卵圓形，呈現簇生或對生。開花屬於頂生總狀花序，每枝花莖約2-5朵花，花冠為淡紫色或洋紅色。種子為蒴果。因生長成片，在草地上有如繁星點點。

## 分布
常生長在較為潮濕的草地；從低海拔的荒地、溝渠旁，都很容易發現它的身影。潮溼之地常常意味著泉水水源在附近，因此可能是「通泉」命名的由來。
在台灣為校園常見植物。

## 外部連結
- （简体中文）中国数字植物标本馆中的相关内容：匍茎通泉草
- 《東森新聞報》漁光中的春天／有趣的唇形花！通泉草學兔寶寶裝可愛